# Georges
Georges ist die französischsprachige Variante des Vornamens Georg.

## Namensträger

### Vorname
(Auswahl)
- Georges Anquetil (1888–1945), französischer Verleger und Journalist
- Georges Bataille (1897–1962), französischer Schriftsteller und Soziologe
- Georges Bizet (1838–1875), französischer Komponist
- Georges Boréal (1890–1959), französischer Automobilrennfahrer
- Georges Braque (1882–1963), französischer Maler
- Georges Burggraff (* 1929), französischer Motorrad- und Automobilrennfahrer sowie Taucher
- Georges Clemenceau (1841–1929), französischer Journalist, Politiker und Staatsmann
- Georges Cloué (1817–1889), französischer Marineoffizier und Politiker
- Georges Cordey (* unbekannt; † 1952), Schweizer Motorradrennfahrer
- Georges Darrieus (1888–1979), französischer Ingenieur
- Georges Effrosse (1910–1944), französischer Geiger
- Georges Eggenberger (1928–2010), Schweizer Politiker (SP)
- Georges El-Murr (1930–2017), libanesischer Ordensgeistlicher und melkitischer Erzbischof
- Georges Garvarentz (1932–1993), französischer Komponist und Arrangeur
- Georges-Eugène Haussmann (1809–1891), französischer Städteplaner
- Georges Lentz (* 1965), luxemburgischer Komponist
- Georges Marchais (1920–1997), französischer Politiker und Gewerkschafter
- Georges Marsan (* 1957), Bürgermeister des Fürstentums Monaco
- Georges Méliès (1861–1938), französischer Illusionist und Filmpionier
- Georges Moustaki (1934–2013), französischer Sänger und Komponist
- Georges Picot (1838–1909), französischer Jurist und Geschichtsschreiber
- Georges Pézières (1885–1941), französischer Politiker
- Georges Pompidou (1911–1974), französischer Politiker, Staatspräsident 1969 bis 1974
- Georges Rodenbach (1855–1898), belgischer Dichter und Schriftsteller
- Georges Seurat (1859–1891), französischer Maler
- Georges Simenon (1903–1989), belgischer Schriftsteller
- Georges Speicher (1907–1978), französischer Radrennfahrer
- Georges Teste (* 1874; † unbekannt), französischer Motorrad- und Automobilrennfahrer

### Familienname
- Alexandre Georges (1850–1938), französischer Organist, Musikpädagoge und Komponist
- Alphonse Georges (1875–1951), französischer General (Erster und Zweiter Weltkrieg)
- Antoine Georges (* 1961), französischer Physiker
- Arthur Georges (1909–1944), belgischer römisch-katholischer Geistlicher und Märtyrer
- Bernard Georges (* 1955), seychellischer Rechtsanwalt, Richter und Politiker, Mitglied der Nationalversammlung
- Bruno Georges (1892–1968), deutscher Polizist, Hamburger Polizeichef
- Chloé Georges (* 1980), französische Freestyle-Skierin
- Claude Georges (1929–1988), französischer Maler
- Émilie Georges, französische Filmproduzentin
- François Georges-Picot (1870–1951), französischer Diplomat
- Guy Georges (* 1962), französischer Serienmörder
- Heinrich Georges (1852–1921), deutscher Altphilologe und Lexikograf
- Jacques Georges (1916–2004), französischer Fußballfunktionär
- Jacques-François Grout de Saint-Georges (1704–1763), französischer Aristokrat und Marineoffizier
- Janet Marie Georges (* 1979), seychellische Gewichtheberin
- Jean-Baptiste-Amédée Georges-Massonnais (1805–1860), Bischof von Périgueux
- Karl Ernst Georges (1806–1895), deutscher Altphilologe und Lexikograf
- Laura Georges (* 1984), französische Fußballspielerin
- Marguerite-Joséphine Georges (1787–1867), französische Schauspielerin
- Marie-France Jean-Georges (* 1949), französische Skirennläuferin
- Myrtille Georges (* 1990), französische Tennisspielerin
- Olga Georges-Picot (1940–1997), französische Schauspielerin
- Ottilie Gerhäuser-Saint-Georges (1871–1955), deutsche Schauspielerin
- Pierre Georges (1919–1944), französischer Résistance-Kämpfer
- Sylvain Georges (* 1984), französischer Radrennfahrer

### Sonstiges
- Georges, Roman von Alexandre Dumas dem Älteren
- Georges Point, Landspitze der Rongé-Insel in der Antarktis
- Der Georges, siehe Lateinisch-deutsches und deutsch-lateinisches Handwörterbuch von Karl Ernst Georges